# Шекштело, Она Викторовна
Она Викторовна Шекштело (Багдонайте) — советский литовский хозяйственный деятель, Герой Социалистического Труда.

## Биография
Родилась в 1937 году в Криконе. Член КПСС с 1961 года.
В 1953-1992 — работница, свинарка, бригадир животноводческой фермы совхоза «Цирклишкис» Швенчёнского района Литовской ССР.
Указом Президиума Верховного Совета СССР от 7 марта 1960 года присвоено звание Героя Социалистического Труда с вручением ордена Ленина и золотой медали «Серп и Молот».
Жила в Литве. 

## Награды и звания
- Герой Социалистического Труда (07.03.1960)
- Орден Ленина (07.03.1960)